# Cuarto de estar (serie de televisión)
Cuarto de estar es una serie de televisión, emitida por TVE entre 1963 y 1966, dirigida por Manuel Rosas, con guiones de Pilar Miró, que además ejercía de ayudante de realización.

## Argumento
La serie narraba las peripercias de Paloma (Amparo Baró), una joven periodista, que debe enfrentarse por su profesión a todo tipo de presiones familiares y sociales para acercarse a cuestiones hasta el momento vedadas a las mujeres. Tras la primera temporada el personaje interpretado por Baró fue sustituido por la actriz uruguaya afincada en España Margot Cottens, aunque la serie fue perdiendo interés.

## Reparto
- Amparo Baró (Paloma)
- Margot Cottens
- Valeriano Andrés
- Lola Cardona
- María del Puy
- Elisa Montés
- Manuel Torremocha

- Datos: Q5793301